# Walter Nachtwey
Walter Nachtwey (18 maggio 1934 – 6 dicembre 2013) è stato un calciatore tedesco, di ruolo difensore.

## Palmarès

### Club

#### Competizioni nazionali
- Campionato tedesco: 1

Werder Brema: 1964-1965
- Coppa di Germania: 1

Werder Brema: 1960-1961